# Dituí
Formigueiro-ferrugíneo, dituí ou formigueiro-trovoada (Drymophila ferruginea) é uma espécie de ave da família Thamnophilidae. É endémica do Brasil.
Seus habitats naturais são: florestas subtropicais ou tropicais húmidas de baixa altitude e regiões subtropicais ou tropicais húmidas de alta altitude.